# 乔瓦尼·因韦尔尼齐
乔瓦尼·因韦尔尼齐（義大利語：Giovanni Invernizzi，1926年6月17日—1986年10月16日），意大利男子赛艇运动员。他曾代表意大利参加1948年和1952年夏季奥林匹克运动会赛艇比赛，其中1948年奥运会获得一枚金牌。